# Kungsgården, Sandvikens kommun
Kungsgården är en tätort i Sandvikens kommun och kyrkbyn i Ovansjö socken.
Kungsgården angränsar till Storsjön och där finns Kungsgårdens enda badplats, Korsikabadet.

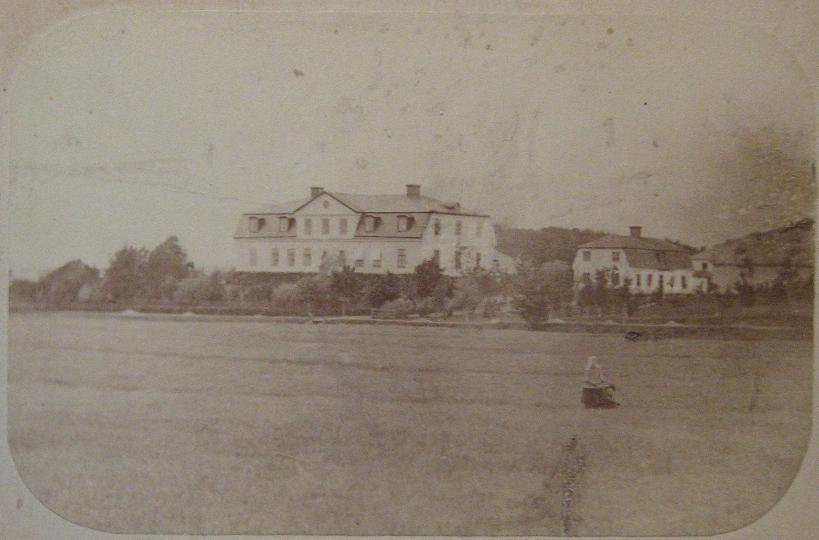
Kungsgårdens herrgård på 1860-talet.

## Historia
Kungsgården har anor från tidig medeltid, byn etablerades långt innan regionens centralort Gävle började byggas på 1400-talet. Ovansjö kyrka som ligger centralt i byn uppfördes redan på 1200-talet, men fick sin nuvarande form vid en större ombyggnad på 1700-talet.
Kungsgården är känd för att Gustav Vasa, under flykt från danska soldater, passerade och gjorde uppehåll i byn. Centralt i Kungsgården ligger Wasaparken, där han höll tal och samlade folk i revolt mot den danske kungen. På platsen har ett monument rests över Gustav Vasa. Fler spår av händelsen kan man finna i gatunamnen; däribland "Flyktsbackavägen".

### Befolkningsutveckling
| Befolkningsutvecklingen i Kungsgården 1920–2020                               | Befolkningsutvecklingen i Kungsgården 1920–2020 | Befolkningsutvecklingen i Kungsgården 1920–2020 | Befolkningsutvecklingen i Kungsgården 1920–2020 | Befolkningsutvecklingen i Kungsgården 1920–2020 |
| ----------------------------------------------------------------------------- | ----------------------------------------------- | ----------------------------------------------- | ----------------------------------------------- | ----------------------------------------------- |
|                                                                               |                                                 |                                                 |                                                 |                                                 |
| År                                                                            |                                                 |                                                 | Folkmängd                                       | Areal (ha)                                      |
| 1920                                                                          | 1920                                            |                                                 | 400                                             | ##                                              |
| 1930                                                                          | 1930                                            |                                                 | 360                                             | ##                                              |
| 1935                                                                          | 1935                                            |                                                 | 350                                             | ##                                              |
| 1940                                                                          | 1940                                            |                                                 | 525                                             | ##                                              |
| 1945                                                                          | 1945                                            |                                                 | 692                                             | ##                                              |
| 1950                                                                          | 1950                                            |                                                 | 723                                             | ##                                              |
| 1960                                                                          | 1960                                            |                                                 | 1 076                                           | 192                                             |
| 1965                                                                          | 1965                                            |                                                 | 1 184                                           | 202                                             |
| 1970                                                                          | 1970                                            |                                                 | 1 142                                           | 211                                             |
| 1975                                                                          | 1975                                            |                                                 | 1 148                                           | 210                                             |
| 1980                                                                          | 1980                                            |                                                 | 1 050                                           | 220                                             |
| 1990                                                                          | 1990                                            |                                                 | 1 047                                           | 215                                             |
| 1995                                                                          | 1995                                            |                                                 | 1 046                                           | 216                                             |
| 2000                                                                          | 2000                                            |                                                 | 987                                             | 216                                             |
| 2005                                                                          | 2005                                            |                                                 | 998                                             | 217                                             |
| 2010                                                                          | 2010                                            |                                                 | 1 033                                           | 216                                             |
| 2015                                                                          | 2015                                            |                                                 | 775                                             | 154                                             |
| 2020                                                                          | 2020                                            |                                                 | 778                                             | 164                                             |
| Anm.: Hillsta utbruten 2015 ## Som tätort/befolkningsagglomeration 1920–1950. |                                                 |                                                 |                                                 |                                                 |

## Samhället
I Kungsgården finns Ovansjö kyrka, en låg- och mellanstadieskola, förskola, fotbollsplan och Rosenlöfs tryckerimuseum. Dessutom finns här restaurangen Mitt i går’n, Berglunds Bageri, en Coop-butik, en inredningsbutik, gym, frisör, antikbutik, pizzeria, Granngården AB och några andra företag samt en camping. Vid Korsikabadet finns möjlighet att lägga i och ta upp fritidsbåtar.
Kungsgårdens herrgård ligger strax öster om tätorten.

### Kommunikationer
Motorvägen E16 går precis norr om Kungsgården och är synlig från tätorten. Utöver skolbussar har tätorten kollektivtrafiksförbindelser i form av X-Trafiks busslinjer 141 som går mellan Hofors, Storvik, Kungsgården och motorvägen vidare till Sandviken samt 241 som är en direktbuss som går från Falun, Hofors, Storvik och Kungsgården och vidare via motorvägen och Valbo till Gävle. Glesa förbindelser finns till Sandviken via gamla landsvägen i form av linje 46 samt till Åshammar i form av linje 42.
Bergslagsbanan passerar strax söder om Kungsgården och har här en mötesstation.